# Kansky
Kansky je priimek v Sloveniji, ki ga je po podatkih Statističnega urada Republike Slovenije na dan 1. januarja 2010 uporabljalo 6 oseb.

## Znani nosilci priimka
- Aleksej Kansky (1925–2015), zdravnik dermatovenerolog, prof. MF v Zagrebu
- Andrej Kansky (*1959), zdravnik maksilofacialni kirurg, prof. MF UL
- Ana Kansky (1895–1962), kemičarka, prva doktorantka na UL, podjetnica
- Domen Kansky (*1960), jadralec
- Evgen Kansky (1887–1977), dr. med. in kemik, farmakolog češko-poljsko-ruskega rodu, profesor MF UL
- Evgen Kansky (1926–1987), kemik, strok. za vakuum v elektroniki
- Jelena Komar-Kansky (1925–2015), biokemičarka, dr.
- Nuša Kansky Bulatović (1932–2008), anglistka in rusistka, lektorica na FDV, prevajalka
- Ženja Kansky Rožman (*1956), lektorica poslovne angleščine na EF v Ljubljani